# کودکان سرزمین ایران
کودکان سرزمین ایران نام یک مجموعه مستند تلویزیونی بود که به همتِ محمدرضا سرهنگی و به سفارش شبکه دو در ۴۶ قسمت ساخته شد. تولیدِ نخستین فصل این مجموعه در ۲۶ قسمت ۳۰ دقیقه‌ای از بهار تا زمستان ۱۳۷۴ صورت پذیرفت. مضمون فیلم‌های این مجموعهٔ مستند، آشنایی با چند و چون زندگی کودکان نواحی مختلف ایران بود و بیشتر فیلم‌ها بر ساختاری تصویرگرا و گاه شاعرانه استوار بودند. قرار بود ۵۲ قسمت از این مجموعه ساخته شود، اما در نهایت تنها ۴۶ قسمت آماده پخش گردید.  در کنار آن ۵۲ قسمت تعدادی فیلم بلند داستانی نیز در دفتر  سرهنگی تولید شد؛ از جمله سه فیلم بلند داستانی «موشک کاغذی»، «درخت جان» و «چریکهٔ هورام» به کارگردانی فرهاد مهران‌فر و فیلمی به‌نام «ایران سرای منست» به کارگردانی پرویز کیمیاوی که پس از درخشش جهانی‌اش و تنها به‌خاطر اختلاف بین تهیه‌کننده و کارگردان از چرخه‌ نمایش رسمی کنار گذاشته و هیچ‌گاه اکران نشد.
مجموعهٔ کودکان سرزمین ایران، هیچ‌گاه به‌طور کامل از شبکه‌های تلویزیون ایران پخش نشد. حوالی سال ۱۳۸۷ چند قسمت از این مجموعه در برنامه «مستند ایران» در شبکه ۴ به روی آنتن رفت و سپس حوالی سال ۱۳۸۹ شبکه مستند که به‌تازگی آغاز به‌کار نموده بود، در یک پخش آزمایشی، ۲۶ یا ۲۷ قسمت از آن را مجدداً پخش کرد که با استقبال مخاطبان روبرو شد.
سرهنگی با درایتی خاص توانست چند نسل از مستندسازان نامدار سینمای ایران را گرد هم آورده و در شرایطی که تولید مستند، تحت‌الشعاع ساخت سریال تلویزیونی سنتی و عامه‌پسند در حال فراموشی بود، با تولید این مجموعه - تحت شرایط مالی دشوار - توانست شور و حال جدیدی در مستندسازی آن دوران پدیدآورد.
پس از موفقیت‌های جهانی این فیلم‌ها، سرهنگی پیشنهاد کرد تا کارگردانان از مالکیت حقوق خارجی فیلم‌های‌شان برخوردار شوند و با این پیشنهاد، باب تازه‌ای در امور قراردادهای تلویزیون در تولید فیلم‌های مستند گشود. با بروز نگرانی در مدیران و تهیه‌کنندگان تلویزیون و سازش‌ناپذیری سرهنگی و تلاشش برای استیفای این حقوق، چالش بزرگی برای او پیش آمد که نخست به کارشکنی در امر پخش برنامه‌ها انجامید و بعد به ممنوع‌الکاری خودش منجر شد. روند رو به تزاید این چالش تا بدانجا پیش رفت که با فزونی اضطراب‌ها و نگرانی‌ها – به ویژه در زمینه بارپرداخت وام‌های بانکی که صرف تولید چند فیلم بلند سینمایی شده بود – نخست به ناراحتی قلبی و در ادامه به مرگ محمدرضا سرهنگی انجامید.
این مجموعه تلویزیونی در یکصدویکمین جلسه کمیته ملی حافظهٔ جهانی یونسکو، در فهرست ملی این برنامه ثبت شد.

## کارگردان‌ها و فیلم‌های مجموعه

### فصل اول
- فرشاد فداییان - «گولش منزل»، «در مدرسه سید قلیچ‌ایشان»، «مسافران کوچک سفر بی‌انتها»
- علی شاه‌حاتمی - «بچه‌های باران»
- فرهاد مهران‌فر - «دختر کوه شقایق»، «بچه گرگ‌های بام گیلان»، «کودکان نیزار»، «من و پرنده‌هایم»
- بهرام عظیم‌پور - «عروسک‌های کمس»، «چمر»، «دوبه»
- فرزاد مؤتمن - «بچه‌ها در هور بازی می‌کنند»، «حال بچه‌های بندر خوبه»، «حوض نقاشی»
- سعید ابراهیمی‌فر - «در آبی کوچک»
- صفی یزدانیان و سعید ابراهیمی‌فر - «هزار ساز در کف من می‌گنجد»
- مسعود کرامتی - «بچه‌های هامون»، «دریچه»
- کامبوزیا پرتوی - «کجا یوسف؟»
- خسرو سینایی - «قطره قطره آبشار»
- ابراهیم مختاری - «ملا خدیجه و بچه‌ها»
- پیروز کلانتری - «راویان کوچک روستای غریب»
- ناهید رضایی - «دست‌های کوچک ربابه»
- اصغر آبگون - «دوبه و شنقار»
- محمدعلی سجادی - «تی‌تی»
- محمدرضا مقدسیان - «مای‌سا و ماسان»

### فصل دوم
- عباس باقریان - «عدید و دمام»
- رضا میرکریمی - «به دنبال بچه‌های مدرسهٔ همت»
- فرزاد مؤتمن - «جیران»، «شور گل»
- محمد جعفری - «گازر»
- مجتبی میرطهماسب - «نشان»
- محسن نظری - «پس از خرمن»
- خسرو معصومی - «گته مردی»
- منوچهر طبری - «قطعه‌ای برای شبانان دشت کودکی»
- سعید محصصی - «دخترکم، پسرکم»
- احمد طالبی‌نژاد - «اّرُس»
- محمدرضا مقدسیان - «صوفی شاعر قاصدک‌ها»
- مهوش شیخ‌الاسلامی - «سپیدجامگان»
- بهرام عظیم‌پور - «لاین»
- محمدرضا اصلانی - «چیغ»
- ناصر تقوایی - «پیش»
- مسعود کرامتی - «جت، سده‌سوزی»
- سعید اکبریان - «نقش خورشید، نقش ماهی»
- حسن بهرام‌زاده- «غریبه‌مالا»
- حمیدرضا صلاحمند - «نقش بر آب»
- هوشنگ آزادی‌ور - «شاگرد عشق»
- بهمن قبادی - «دنگ»
- محسن نظری - «هشت قطعه کوتاه شبانی»
- آرمان نجم - «سیب، انگور، نمک»

همچنین فیلم‌های «میلکان» (مینو کیانی)، «برقع» (مهتاب منصور) و «هورامان» و «سوتماگ» به کارگردانی پریوش نظریه نیز علاوه بر موارد فوق ساخته و به تلویزیون تحویل شدند.